# Čas na dobrodružství
Čas na dobrodružství (v anglickém originále Adventure Time) je americký animovaný televizní seriál z žánru fantasy vytvořený animátorem a scenáristou Pendletonem Wardem pro televizní stanici Cartoon Network, kde byl mezi vysílán mezi lety 2010 a 2018. Česká televize odvysílala na stanici ČT :D 84 z 283 jedenáctiminutových dílů v českém znění. Na seriál volně navazují čtyři hodinové speciální díly s podtitulem Distant Lands odvysílané v letech 2020 a 2021 a v srpnu 2021 bylo oznámeno, že streamovací služba HBO Max objednala desetidílnou minisérii Adventure Time: Fionna and Cake s vedlejšími postavami v hlavní roli.
Hlavními hrdiny seriálu jsou dospívající chlapec Finn (v originálním znění Jeremy Shada) a jeho psí kamarád Jake (John DiMaggio), který umí měnit tvar. Vydávají se spolu po vzoru her na hrdiny na dobrodružství napříč zemí zvanou Ooo, ve které se rozprostírají rozličné regiony, například Cukrové království vedené princeznou Žvýkačkou, Ledové království mrzoutského Ledového krále (Tom Kenny), Ohnivé království nebo Boulosféra. Setkávají se s řadou příšer a spřátelí se s několika bytostmi – královnou upírů Marceline (Olivia Olson), princeznou Haluškou nebo Lady Duhorožkou. Navzdory křiklavým barvám prošla země Ooo katastrofickou válkou.
Seriál byl dobře kriticky přijat, byl vyzdvihován pro inovaci žánru televizní animace a získal řadu nominací a ocenění včetně Peabody Award nebo několika cen Emmy. Na seriálu spolupracovalo několik tvůrců, kteří posléze vytvořili vlastní úspěšné animované seriály, jako například Rebecca Sugarová (Steven Universe), Patrick McHale (Za zdí zahrady) nebo Justin Roiland (Rick a Morty).

## Obsazení
| Jeremy Shada (český dabing: Jan Maxián)                                                 | Finn               |
| John DiMaggio (český dabing: Martin Stránský (1.–⁠5. řada) a Pavel Vondra (5.–⁠10. řada)) | Jake               |
| Hynden Walch (český dabing: Ivana Korolová)                                             | princezna Žvýkačka |
| Tom Kenny (český dabing: Tomáš Juřička (1.–⁠5. řada) a Libor Terš (5.–⁠10. řada))         | Ledový král        |

## Vysílání
| Řada | Název                      | Díly | Premiéra v USA     | Premiéra v USA    | Premiéra v ČR | Premiéra v ČR |
| Řada | Název                      | Díly | První díl          | Poslední díl      | První díl     | Poslední díl  |
| ---- | -------------------------- | ---- | ------------------ | ----------------- | ------------- | ------------- |
| 0    | Pilot                      | 1    | 11. ledna 2007     | 11. ledna 2007    | bude oznámeno | bude oznámeno |
| 1    | První řada                 | 26   | 2010               | 2010              | 2014          | vysíláno      |
| 2    | Druhá řada                 | 26   | 2010               | 2011              | vysíláno      | vysíláno      |
| 3    | Třetí řada                 | 26   | 2011               | 2012              | vysíláno      | vysíláno      |
| 4    | Čtvrtá řada                | 26   | 2012               | 2012              | vysíláno      | vysíláno      |
| 5    | Pátá řada                  | 52   | 12. listopadu 2012 | 17. března 2014   | vysíláno      | vysíláno      |
| 6    | Šestá řada                 | 43   | 21. dubna 2014     | 5. června 2015    | vysíláno      | vysíláno      |
| 6    | minisérie Grayble Allsorts | 4    | 2015               | 2015              | vysíláno      | vysíláno      |
| 7    | Sedmá řada                 | 26   | 2. listopadu 2015  | 19. března 2016   | vysíláno      | vysíláno      |
| 7    | minisérie Žabí období      | 5    | 2. dubna 2016      | 2. září 2016      | vysíláno      | vysíláno      |
| 8    | Osmá řada                  | 27   | 26. března 2016    | 2. února 2017     | vysíláno      | vysíláno      |
| 9    | Devátá řada                | 14   | 21. dubna 2017     | 21. července 2017 | 2017          | 2017          |
| 10   | Desátá řada                | 13   | 17. září 2017      | 3. září 2017      | 2017          | 2018          |
| 10   | minisérie Vzdálené kraje   | 4    | 25. června 2020    | 20. května 2021   | vysíláno      | vysíláno      |